# فرد ماير
فرد ماير (بالإنجليزية: Fred Meyer)‏ (و. 1910 – 1996 م) هو لاعب جمباز فني، من الولايات المتحدة الأمريكية، شارك في ألعاب أولمبية صيفية 1936، وألعاب أولمبية صيفية 1932، توفي عن عمر يناهز 86 عاماً.

## روابط خارجية
- فرد ماير على موقع اللجنة الأولمبية الدولية (الإنجليزية)
- فرد ماير على موقع أوليمبيديا (الإنجليزية)